# 紀好弼
紀 好弼（き こうひつ、Ji Haobi、出生名：ローズウェル・ホバート・グレイブス（英語: Rosewell Hobart Graves）、1833年 - 1912年）は、アメリカ合衆国メリーランド州出身で、中国大陸においてキリスト教を宣教したバプテスト派牧師。
アメリカ合衆国南部バプテスト派は、1845年に広東省を中国南部の福音宣教の拠点として選択した。ローズウェル・ホバート・グレイブスは、このミッションの重要なメンバーの1人となり、中国名として「紀好弼」を名乗った。彼は神学と医療を学んだ後、故郷のメリーランド州を出発して1856年に広東に到着した。以来グレイブスは広東省において56年間の長きにわたり、福音宣教と聖書の解説、教育、執筆、翻訳に従事した。
著書に『耶蘇譬喩略解』（中国語、1877年）があり、安川亨によって和訳され『新約聖書譬喩略解』として1881年に出版された。